# 1319 Disa

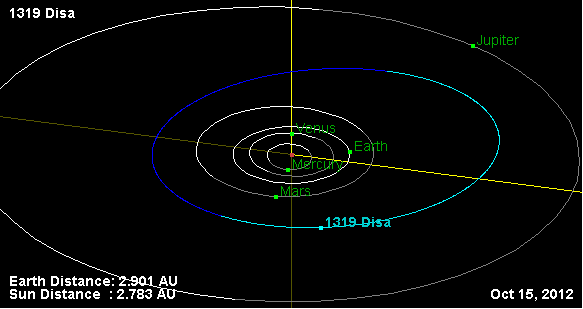
distância em relação a terra e ao sol do asteróide Disa

Disa (asteróide 1319) é um asteróide da cintura principal, a 2,3700794 UA. Possui uma excentricidade de 0,2065046 e um período orbital de 1 885,46 dias (5,16 anos).
Disa tem uma velocidade orbital média de 17,23389786 km/s e uma inclinação de 2,79929º.
Esse asteróide foi descoberto em 19 de Março de 1934 por Cyril Jackson.